# Paladilhia hungarica
Paladilhia hungarica é uma espécie de gastrópode  da família Hydrobiidae.
É endémica da Hungria.